# Ngaan
Ngaan (tiếng Thái Lan: งาน) là một đơn vị đo diện tích, bằng 400 m² (20 m × 20 m), dùng đo diện tích đất. Kích thước của ngaan chính xác bắt nguồn từ mét, nhưng không thuộc hệ mét hiện đại là hệ đo lường quốc tế SI và cũng không được SI công nhận.
Ngaan bằng 1/4 rai hoặc 100 Tarangwa (Tiếng Thái: ตารางวา), tức waa vuông.
Ngaan thông dụng ở Thái Lan và bằng 4 a (một đơn vị diện tích khác căn cứ trên mét, thông dụng ở nhiều nước và được SI công nhận, nhưng không khuyến khích).
Cũng như nhiều từ trong mẫu tự Thái Lan, งาน được chuyển tự thành ngaan là do cách phát âm.